# تشارسادا
تشارسادا (بالأردوية: چارسدہ)‏ هي مستوطنة، في باكستان، تقع في خيبر بختونخوا، هي عاصمة Charsadda District, Pakistan ‏، بلغ عدد سكانها 105,414 نسمة وذلك حسب إحصائيات سنة 2017.

## أعلام
- إحسان علي